# Ferdinand Lehmann
Ferdinand Lehmann (* November 1994 in Berlin) ist ein deutscher Schauspieler.

## Leben

### Anfänge und Theater
Lehmann begann 2007 als Jugendlicher mit Schauspielcoaching bei Kristiane Kupfer. Lehmann stand auch bereits als Jugendlicher vor der Kamera. Sein Filmdebüt gab er 2009 mit der Rolle des Jugendlichen Kevin in dem Fernsehfilm Wenn die Welt uns gehört, in dem u. a. Vincent Krüger, Christian Blümel, Willi Gerk und Katharina Derr seine Partner waren. In dem Märchenfilm Das Mädchen mit den Schwefelhölzern (2013) spielte er Franz, den gemeinen Flegel unter den Waisenkindern. Er war seither in verschiedenen Film- und Fernsehproduktionen zu sehen.
Von 2013 bis 2018 gehörte er zum Schauspielerensemble der Fernsehserie Weissensee unter der Regie von Friedemann Fromm. Er war ab Folge 7 der zweite Darsteller der Rolle Roman Kupfer und spielte den Sohn der männlichen Hauptfigur Falk Kupfer (Jörg Hartmann). 2014 erhielt er den Deutschen Schauspielerpreis als Mitglied des gesamten Schauspielerensembles der Fernsehserie Weissensee.
2014 begann Lehmann mit seinem Schauspielstudium an der Hochschule für Musik und Theater „Felix Mendelssohn Bartholdy“ in Leipzig, das er 2018 beendete. Ab der Spielzeit 2016/17 war er Mitglied des Schauspielstudios am Schauspiel Leipzig. Zu Beginn der Spielzeit 2017/18 wechselte er an das Schauspiel Stuttgart ins Ensemble von Armin Petras, wo er in Arsen und Spitzenhäubchen (Regie: Jan Bosse) debütierte. Am Schauspiel Stuttgart spielte er 2017 unter der Regie von Armin Petras auch den Alwa in Lulu. Seit Beginn der Spielzeit 2018/19 ist Lehmann festes Mitglied des Schauspielensembles am Theater Bremen.

### Film und Fernsehen
Vor und während seines Studiums wirkte Lehmann in weiteren Film- und TV-Produktionen mit. In dem Kinofilm Wir waren Könige (2014) spielte er Pedde, ein Mitglied einer Jugendclique. In dem Fernsehfilm Bis zum Ende der Welt, der im November 2014 in der ARD-Themenwoche „Toleranz“ erstmals ausgestrahlt wurde, spielte Lehmann, an der Seite von Karin Neuhäuser, den rechtsradikalen Jugendlichen Ecki König, der an der Bedrohung einer Roma-Familie beteiligt ist. In dem ZDF-Fernsehfilm Der Pfarrer und das Mädchen, der im April 2015 seine Erstausstrahlung hatte, verkörperte er den jugendlichen Vergewaltiger Robin Polke, den Sohn von einem Jugendfreund des Pfarrers. Im Mai 2015 war er in einem weiteren ZDF-Fernsehfilm, Es kommt noch besser, zu sehen, in dem er Andy, den Freund der schwangeren und arbeitslosen Enno (Runa Greiner), spielte.
Anschließend folgten Rollen in mehreren TV-Serien. In der ZDF-Krimiserie SOKO Stuttgart (März 2016) hatte er eine Episodenrolle, in der er Mirko Brunner, den Sohn des Hobby-Jägers Philipp Brunner (Christoph Grunert), darstellte. In der Krimiserie Morden im Norden (Februar 2017) spielte er in einer Episodenhauptrolle den Geologie-Studenten Max Claasen, den tatverdächtigen Sohn eines überfallenen Bernsteinschleifers. In der 15. Staffel der ZDF-Serie SOKO Stuttgart (2020) übernahm er eine der Episodenrollen als Assistent eines Hamburger Pick-Up-Artists. In dem kurz vor der Friedlichen Revolution in der DDR spielenden Fernsehfilm Die unheimliche Leichtigkeit der Revolution (2021) verkörperte er den Altenpfleger Stefan Clausnitz, der sich in einer Umweltgruppe unter dem Schutz der Kirche gegen die Zerstörung der Natur in der Leipziger Umgebung einsetzt.
Lehmann lebt in Berlin und Bremen.

## Filmografie (Auswahl)
- 2009: Wenn die Welt uns gehört (Fernsehfilm)
- 2010: Gisberta (Kurzfilm)
- 2011: Doctor’s Diary (Folge: Mist! Wieder einen Frosch erwischt); Fernsehserie
- 2011: Flemming (Folge: Tödliches Glück); Fernsehserie
- 2011: Die Unsichtbare (Kinofilm)
- 2012: Mitten Am Rand (Kurzfilm)
- 2013: Weissensee (Fernsehserie; Serienrolle)
- 2013: Fack ju Göhte (Kinofilm)
- 2013: Das Mädchen mit den Schwefelhölzern (Fernsehfilm)
- 2014: Wir waren Könige (Kinofilm)
- 2014: Bis zum Ende der Welt (Fernsehfilm)
- 2013–2018: Weissensee (Fernsehserie)
- 2015: Der Pfarrer und das Mädchen (Fernsehfilm)
- 2015: Es kommt noch besser (Fernsehfilm)
- 2016: SOKO Stuttgart (Folge: Alles Natur); Fernsehserie
- 2017: Morden im Norden (Folge: Bernsteinfieber); Fernsehserie
- 2019: Der Sommer nach dem Abitur (Fernsehfilm)
- 2020: Notruf Hafenkante (Folge: Pick-Up-Artist); Fernsehserie
- 2021: Die unheimliche Leichtigkeit der Revolution (Fernsehfilm)
- 2021: Wo ist die Liebe hin (Fernsehfilm)
- 2023: How to Become a Monster in 90 Days (Doku-Serie, Veejoy)